# Ейсьосай Тьокі
Ейсьосай Тьокі (яп. 栄松斎 長喜), також відомий як Момокава Чокі (нар. невідомо ― пом. після 1800) — японський художник періоду Едо, а також дизайнер ксилографічних гравюр у стилі укійо-е. Найбільш відомий картинами красивих струнких жінок (біджін-га), часто з атмосферним фоном.

## Життєпис
Про походження і справжнє ім'я нічого невідомо. Був учнем художника Торіяма Секіена, а також висловлюється думка, що згодом став його названим сином. 

## Творчість і стиль
Розквіт творчості припадає на 1780-1800 роки.
Працював у форматі хасіра-е (вертикальна гравюра розміром 73х13 см) і обан (38,6×25,5 см). Поєднав стилі Торії Кійонага і Кітаґава Утамаро з додаванням деяких технік Судзукі Харунобу. Створював гравюри у жанрі бідзінга (зображення красунь) і якуся-е (портрети акторів). Останні чимось нагадують роботи Тосюсая Сяраку. Втім в жанрі бідзінга стилістично гравюри Тьокі відрізняються від тих, що робили інші художники. Вміло збудовані композиції, чудові колірні поєднання, створення особливої поетичної атмосфери в картині, вміння передати найтонші відтінки настрою і при цьому прагнення до ідеалу свідчать про індивідуальний стиль художника. Британський дослідник укійо-е Джек Хіллієр порівнює Ейсьосай Тьокі з Амедео Модільяні за несподівану і в той же час привабливу манеру спотворювати пропорції людського тіла.
Також відомий як пейзажист. Найвідомішими є його серії «Вісім видів на озеро Омі» і «Вісім видів скарбниці лояльних слуг». Створював малюнки в жанрі като-е («квіти і птахи»).
Пильну увагу приділяв фону: однотонний або виконаний в техніці кіра-е (використання слюдяного порошку, що додає срібне мерехтіння картині), але частіше реалістичний фон, як падаючий на парасольку красуні білий, пухнастий сніг («Дівчина з парасолькою і слуга»), або нічне небо з чарівними світлячками («Ловля світлячків»). При всьому достатку і різноманітності технічних прийомів і сюжетів художник створив мало справжніх шедеврів графіки, таких як «Гейша, яка поводиться як заміжня жінка» і «Схід сонця вранці Нового року».

## Псевдоніми
Підписував більшість своїх робіт Чокі (長喜), Ейшусай (栄松斎) або Шико (子興). Роботи з підписом Чокі по стилю були схожі на творчість Торії Кійонага, а з підписом Шико — на творчість Кітаґави Утамаро.